# Neustett
Neustett è una frazione (Gemeindeteil) del comune di Adelshofen, nel land della Baviera, in Germania.

## Storia
Già comune autonomo, fu soppresso e incorporato a Adelshofen il 1º maggio 1978.